# Friedrich Joseph, Conde de Nauendorf
Friedrich Joseph de Nauendorf (3 de agosto de 1749 - 30 de diciembre de 1802) fue un general al servicio de los Habsburgo durante las Guerras revolucionarias francesas, se destacó, principalmente, por sus intrépidos y atrevidos ataques de caballería. Como la mayoría de los oficiales austriacos de las Guerras revolucionarias francesas, se unió al ejército cuando era joven y sirvió en la Guerra de Sucesión de Baviera. En una de las primeras acciones de la guerra, repelió con éxito una incursión prusiana en la frontera, lo que le valió la admiración del hijo de la Emperatriz María Teresa, José. Su continuo éxito en las guerras fronterizas de Habsburgo con el Imperio Otomano contribuyó a formar su buena reputación como comandante.
En las Guerras de la Primera y Segunda Coalición, sus fuerzas fueron vitales para resistir el asedio a Mainz, incluso sus soldados capturaron el tren de asedio francés y la mayoría de los suministros durante la evacuación francesa. En las campañas de Suabia (1799), comandó la vanguardia y más tarde el centro de la columna principal en la Batalla de Stockach el 25 de marzo de 1799. En la Primera Batalla de Zúrich en 1799, comandó el ala derecha en la victoria austriaca sobre la fuerza de André Masséna. Después de las campañas de Suabia y Suiza, se retiró con una salud deplorable y murió en 1801.

## Carrera temprana
Nació en el pueblo de Geilsdorf, en la Vogtland sajona, el 3 de agosto de 1749. Nauendorf provenía de una familia aristocrática sajona menor y de administradores estatales prusianos. Su abuelo fue abogado estatal en Jena. Su padre, Freiherr (barón) Carl Georg Christian Nauendorf, fue oficial de caballería en el servicio militar de los Habsburgo en la Guerra de los Siete Años y estuvo presente en la Batalla de Kolín. También formó parte del ejército del barón Ernesto Gedeón von Laudon del 30 de septiembre al 1 de octubre de 1761, cuando Laudon dirigió la fuerza en el asalto de Schweidnitz.
Nauendorf se unió al 8.º Regimiento de Húsares en 1763 En 1766, su padre se convirtió en coronel y propietario (Inhaber) del regimiento; tras la muerte de su padre en 1775, Dagobert Sigmund von Wurmser se convirtió en Coronel e Inhaber, y el Regimiento pasó a ser conocido como 8.º Hussar Wurmser o Wurmser Hussars.

### Guerra en Bohemia y Silesia

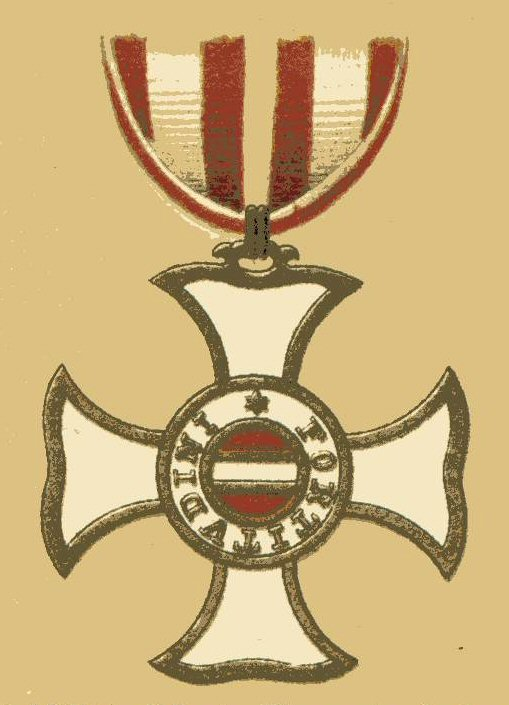
Insignia de la Orden de María Teresa. Nauendorf recibió esta condecoración por sus exitosas incursiones en los puestos de avanzada prusianos en Sajonia durante la Guerra de Sucesión Bávara.

En 1778, Nauendorf era un Rittmeister (capitán de caballería) del Regimiento de Húsares de Wurmser y estaba posicionado cerca de la frontera entre Bohemia y Prusia, en Pressburg (actual Bratislava), la guarnición del regimiento en tiempos de paz. A finales de año, el Duque de Baviera, Maximiliano III José, Elector de Baviera, murió inesperadamente de viruela. Como el último de la dinastía bávara Wittelsbach, descendiente del emperador del Sacro Imperio Romano Germánico del siglo XIII Luis el Bávaro, Maximiliano estaba relacionado con la mayoría de las casas alemanas, y Baviera estaba estratégicamente ubicada, por lo que era atractiva para los Habsburgo, principalmente para el Archiduque y co-Regente José, quien codiciaba el ducado. Las tensiones aumentaron entre los príncipes de los Estados alemanes, principalmente entre el Elector de Sajonia, el Rey de Prusia y José; sus diplomáticos iban de un tribunal a otro para resolver los problemas planteados por la crisis de sucesión bávara, mientras que Federico II de Prusia, Federico Augusto de Sajonia y José de Austria trasladaron sus extensos ejércitos en posiciones de Bohemia.
A principios de julio de 1778, el general prusiano Johann Jakob von Wunsch (1717 - 1788) cruzó a Bohemia cerca de la ciudad fortificada de Náchod, siento la primera acción de la Guerra de Sucesión Bávara. Nauendorf tenía solo 50 húsares, pero salieron de su guarnición para enfrentarse a la fuerza prusiana más grande. Al encontrarse con Wunsch, Nauendorf saludó al viejo general prusiano y a sus hombres como amigos; para cuando los prusianos se dieron cuenta de la lealtad de los húsares, Nauendorf y su pequeña fuerza habían adquirido la ventaja estratégica. Tras una breve escaramuza, Wunsch se retiró. Al día siguiente, Nauendorf fue ascendido a mayor. En una carta a su hijo, José, la Emperatriz María Teresa escribió: "Dicen que estás tan complacido con el novato Nauendorf, el Carlstätter o húngaro que mató a siete hombres, que le diste 12 ducados". Encantado con de la posibilidad de adquirir Baviera, José motivó incursiones contra las tropas prusianas. El 7 de agosto de 1778, con dos escuadrones de su regimiento, Nauendorf dirigió una incursión contra un convoy prusiano en Biebersdorf en el Condado de Kladsko . El convoy sorprendido se rindió y Nauendorf capturó a sus oficiales, 110 hombres, 476 caballos, 240 carros de harina, y 13 vagones de transporte.
En otra incursión, el 17 - 18 de enero de 1779, el comandante de Nauendorf, Dagoberto von Wurmser avanzó en el condado de Kladsko en cinco columnas, rodeando Habelschwerdt y asaltando el pueblo. En un asalto posterior en el llamado Fortín Sueco en Oberschwedeldorf (ahora Szalejów Górny ), éste y el pueblo de Habelschwerdt fueron incendiados por obuses. En total, la incursión resultó en la captura del príncipe Adolf de Hesse-Philippsthal y más de 1.000 hombres, tres cañones y diez estandartes. Las patrullas de avanzada de Wurmser alcanzaron las afueras de Kladsko y patrullaron gran parte de la frontera de Silesia con Prusia, cerca de Schweidnitz. Halberschwerdt y Oberschedeldorf fueron destruidos.
El 3 de marzo de 1779, Nauendorf volvió a asaltar Berbersdorf, esta vez con una mayor fuerza de infantería y de húsares, y tomó prisionera a toda la guarnición prusiana. Tras esta acción, José, ahora emperador, le otorgó la Cruz de Caballero de la Orden Militar de María Teresa (19 de mayo de 1779). Este tipo de acción fue característica de toda la guerra; no hubo grandes batallas. Los ejércitos de los bandos llevaron a cabo una serie de ataques y contraataques tratando de negar al contrario el acceso a suministros y forrajes.

### Acción en la guerra fronteriza
Nauendorf sirvió con las fuerzas de los Habsburgo durante las Guerras otomanas de 1787 a 1791. Entre el 19 y el 20 de octubre de 1788, cerca de Tomaševac (actual Serbia), Nauendorf derrotó a 1.200 hombres de la élite Cipayo con dos escuadrones de húsares. El 23 de octubre de 1788, con sólo seis escuadrones de húsares, atacó a la retaguardia turca en el pueblo de Pančevo, en Banato, durante el cual el comandante turco fue herido de muerte. El 16 En septiembre de 1789, dirigió una exitosa incursión en la isla de Borecs en el Danubio, la cual consiguió suministros muy necesarios arrebatándoselas a las fuerzas turcas. El 9 de noviembre de ese año, dirigió cuatro escuadrones de su regimiento para capturar Gladova, a 16 kilómetros de la llamada Puerta de Hierro del Danubio. Nauendorf recibió el mando del 30.º Regimiento de Húsares Wurmser, como el llamado segundo coronel, que cumplió las funciones de un oficial ejecutivo. El 12 En marzo de 1779, José elevó a Nauendorf al rango de Conde o Graf.

## Acción austriaca en el Rin

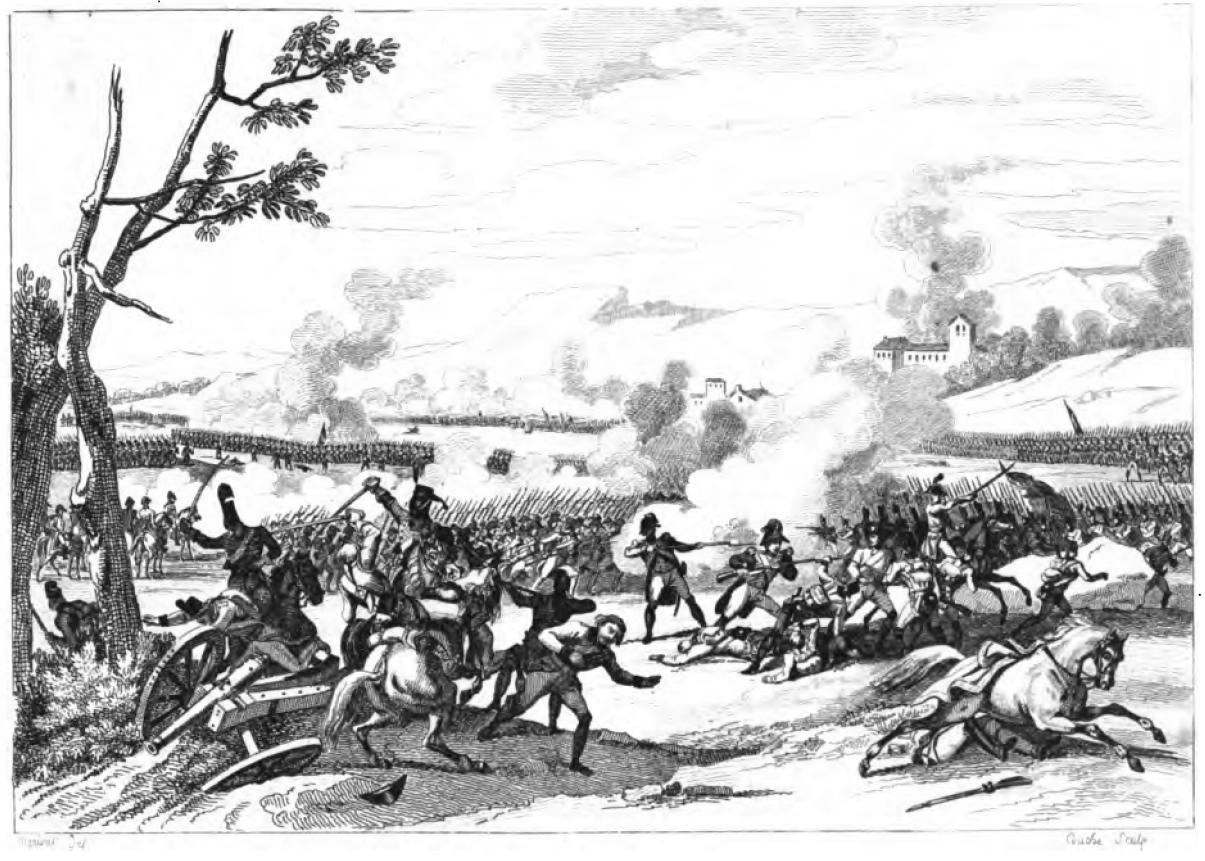
La segunda batalla de Messkirch en 1800 fue un desastre para los austriacos.

En 1792, el regimiento de Nauendorf sirvió en la parte baja del río Rin (norte) y en Tréveris en el río Mosela en las Guerras Revolucionarias Francesas. En diciembre de ese año, su regimiento defendió con éxito a Pellingen, Merzkirchen y Oberleuken de los ataques del Ejército del Mosela del General de División La Baroliére.
En 1795, Nauendorf sirvió en el ejército del mariscal de campo Charles Joseph de Croix, Conde de Clerfayst, en el bajo Rin, donde apoyo a Mainz. El 10 de octubre, una parte del Cuerpo de Observación había sorprendido a los franceses en Hochst; Jourdan retiraba sus fuerzas del bloqueo de Mainz. El 13 de octubre, Nauendorf, comandante de parte del Cuerpo de Observación del Conde Clerfayt, envió su caballería a través del río Meno, con la infantería siguiéndola en botes; sorprendieron y abrumaron a la retaguardia de Jourdan en Niederhausen, capturando cinco cañones, más de 30 vagones y 80 armones de municiones. El 29 de octubre, Nauendorf capturó la mayor parte del tren de asedio francés y los vagones de suministros evacuados de Mainz. Finalmente, en ese año el 6 de noviembre, su victoria en Rochenhausen impidió la unificación de los ejércitos franceses de Rin y Mosela; y de Sambre y Meuse.
Durante las maniobras que llevaron a la batalla de Amberg el 24 de agosto de 1796, la caballería de reconocimiento de Nauendorf descubrió información crucial, tras lo cual envió al archiduque Carlos el mensaje: "Si su Alteza Real quiere o puede hacer avanzar a 12.000 hombres contra la retaguardia de Jourdan, él está perdido". Después de la victoria austriaca en Amberg, Nauendorf impidió el intento del general Jean-Victor Moreau de cruzar el Danubio en Neuburg y frustró el siguiente intento de Moreau de flanquear a los austriacos pasando por Ulm.

### Acción en Suiza y Suabia
Cuando comenzó la Guerra de la Segunda Coalición a principios de 1799, Nauendorf luchó en las victorias austriacas en Ostrach (21 de marzo) y luego en Stockach (25 de marzo). A principios de marzo, dirigió la vanguardia de 17.000 hombres a través del río Lech por Augsburg, para desplegarse en Ostrach, una aldea a unos 9 kilómetros del río Danubio y a menos de 2 kilómetros de la Ciudad Imperial Libre de Pfullendorf. El Ejército del Danubio de Jourdan había cruzado el Rin el 1 de marzo, y se trasladó al este para cortar la comunicación entre la principal fuerza austriaca, acuartelada cerca de Augsburgo, y las tropas austriacas en el norte de Italia. En Ostrach, su avanzada sufrió el impacto inmediato del contacto, pero la fuerza principal del ejército estaba a menos de un día detrás de él, y el Archiduque Carlos, el comandante de la fuerza austriaca, dividió su ejército en tres columnas de asalto para realizar un ataque simultáneo en tres puntos de la línea francesa; después de un día de desagradables combates, los austriacos flanquearon a los franceses por el norte y el sur y amenazaron con romper la línea del medio. Los franceses se retiraron a Messkirch, y luego a Engen y Stockach, donde, el 25 de marzo, la lucha se reanudó. En Stockach, Nauendorf volvió a comandar la vanguardia austríaca, que estaba compuesta por tropas experimentadas, tanto como él, en las guerras fronterizas de los Habsburgo. La vanguardia, o Vorhut, fue reasignada antes de la batalla como el centro de la principal línea austriaca y se llevó la peor parte de la lucha inicial.
Después de la retirada francesa de la región de Hegovia a la Selva Negra, Nauendorf llevó su fuerza a través del Rin entre Constanza y Stein am Rhein el 22 de mayo, y se colocó en Steinegg. Después de que la columna de Friedrich Freiherr von Hotze expulsara con éxito a los franceses de Winterthur el 26 de mayo, el Archiduque Carlos ordenó a Nauendorf que asegurara el pueblo de Neftenbach, encerrando efectivamente en un semicírculo a la fuerza francesa en Zúrich . Una vez que el ejército principal austríaco se unió con su ala izquierda, al mando Nauendorf, y su extrema izquierda, al mando de Hotze, Carlos ordenó el asalto a Zúrich. El 4 de junio, Nauendorf ayudó a derrotar a la fuerza francesa en la Batalla de Zúrich, al mando del ala derecha de la Coalición; con una presión sostenida sobre la fuerza de André Massena, Massena empujó a su ejército a través del río Limago, excavó y se posicionó en las faldas de las colinas de allí, esperando el momento propicio para retomar la ciudad, lo que logró en septiembre de 1799, en la Segunda Batalla de Zúrich; Nauendorf no estuvo presente para esta acción, estando con el Archiduque Carlos en una marcha hacia el norte, hacia Mainz. En 1800, Nauendorf luchó en las batallas perdidas para los austriacos en Stockach y Engen el 3 de mayo, Messkirch el 5 de mayo y Biberach el 9 de mayo.
Nauendorf se jubiló con mala salud a finales del 1800. Murió en Troppau, Silesia austríaca (hoy Opava, en la República Checa), el 30 de diciembre de 1801.

### Citas y notas
1. ↑  Probablemente Helsdorf, hoy en día Burgstädt, Sajonia Central.
2. ↑  Charles Joseph, príncipe de Ligne, se refiere a M. de Nauendorf, y a una pequeña escaramuza que llevó a cabo el 17 de mayo de 1757, en las afueras de Königsgrätz; este fue el primer enfrentamiento del príncipe, y estaba enormemente satisfecho con él: "... feliz como un rey ..." Charles Joseph, Prince de Ligne. The Prince de Ligne. His memoirs, letters, and miscellaneous papers. Boston: Hardy, Pratt & Co., 1902, p. 69.
3. ↑  (En alemán) Franz Dedekind. Geschichte des k.k. Kaiser Franz Joseph I. Dragoner-Regimentes Nr. 11, von seiner Errichtung, 20. Dezember 1688, bis 6. Mai 1879. Wien: np, 1879, p. 176.
4. ↑  (En alemán) "Nauendorf, Friedrich August Graf" en: Allgemeine Deutsche Biographie, herausgegeben von der Historischen Kommission bei der Bayerischen Akademie der Wissenschaften, Band 23 (1886), ab Seite 299, Digitale Volltext-Ausgabe in Wikisource URL: Nauendorf
5. ↑  (En alemán) K.u.K. Kriegsministerium. Militär-Schematismus des österreichischen Kaiserthums. Wien, Aus der k.k. Hof- und Staats-Druckerei. 1865-1918. p. 402, p. 807.
6. ↑  Istvan Nagy. Hussar Regiment Number 8 (Austrian). Napoleon Series. Robert Burnham, editor in Chief. April 2008. Accessed 18 March 2010.
7. ↑  Jean Berenger. A History of the Habsburg Empire 1700–1918. C. Simpson, Trans. New York: Longman, 1997, ISBN 0-582-09007-5, pp. 104–105
8. ↑  These armies, totaling over 300,000 men, were larger in manpower and firepower than any of the forces mobilized in the Seven Years' War. Timothy Blanning. The Pursuit of Glory: Europe 1648-1815. New York: Viking, 2007. ISBN 978-0-670-06320-8, pp. 591, 610–611. Michael Hochedlinger. Austria's Wars of Emergence, 1683–1799. London: Longman, 2003, p. 300.
9. ↑  (En alemán) Jens Florian Ebert, Feldmarschall-Leutnant Graf von Nauendorf. In Die Österreichischen Generäle 1792-1815. Accessed 30 January 2012.
10. ↑  (En alemán) Carl von Seidl, Versuch einer militärischen Geschichte des Bayerischen Erbfolge-Kriegs, im Jahre 1778: im Gesichtspunkte der Wahrheit betrachtet..., Von einem Königl. Preussischen Officier 1781. Band 1, p. 144
11. ↑  (En alemán) Constant von Wurzbach. "Nauendorf, Friedrich August Graf." Biographisches lexikon des kaiserthums Oesterreich, enthaltend die lebensskizzen der denkwürdigen personen, welche seit 1750 in den österreichischen kronländern geboren wurden oder darin gelebt und gewirkt haben. Wien: K.K. Hof- und staatsdruckerie [etc.] 1856-91, Volume 20, pp. 103–105, p. 103 cited.
12. ↑  (En alemán) "María Teresa para José, 17 de julio de 1778." Maria Theresa, Empress and Joseph, Holy Roman Emperor. Maria Theresia und Joseph II. Ihre Correspondenz sammt Briefen Joseph's an seinen Bruder Leopold. Wien, C. Gerold's Sohn, 1867–68, p. 345–46. Full text is: "On dit que vous avez été si content de Nauendorf, d'un recrue Carlstätter ou hongrois qui a tué sept hommes, que vous lui avez donné douze ducats;..."
13. 1 2  Ebert, "Nauendorf."
14. 1 2  (En polaco) Henryk Grzybowski, Fort Oberschwedeldorf w Szalejowie Górnym - nieznany fort Ziemi Kłodzkiej en: "Gazeta Prowincjonalna Ziemi Kłodzkiej", No 17/2011.
15. ↑  (En alemán) Henryk Grzybowski, Fort Oberschwedeldorf, unbekanntes Fort in der Grafschaft Glatz In: "Altheider Weihnachtsbrief", Ausgabe 15, 2011, S. 140–143.
16. ↑  (En alemán) Constant Wurzbach. "Dagoburt Sigismund von Wurmser." Biographisches Lexikon des Kaiserthums Österreich. Vienna, 1856–91, vol 59, pp. 1–5.
17. ↑  Oscar Criste. "Dagobert Sigmund von Wurmser." Allgemeine Deutsche Biographie. Herausgegeben von der Historischen Kommission bei der Bayerischen Akademie der Wissenschaften, Band 44 (1898), S. 338–340, Digitale Volltext-Ausgabe in Wikisource. (Version vom 24. März 2010, 3:18 Uhr UTC). Hochedlinger, p. 368.
18. ↑  La Guerra de Sucesión de Baviera también se conoce como la Guerra de la Papa, o Kartoffelkrieg, en Prusia y Sajonia, y como Plum Fuss, o Zwetschenrummel en Austria y Baviera. Berenger, pp. 104–105. Hochedlinger, p. 368. Williams, p. 245.
19. ↑  (En alemán) "Nauendorf." ADB. Kudrna, Leopold, and Digby Smith. A biographical dictionary of all Austrian Generals in the French Revolutionary and Napoleonic Wars, 1792–1815. "Nauendorf". Napoleon Series, Robert Burnham, editor in chief. April 2008 version. Consultado el 19 de octubre de 2009. 2 escuadrones son aproximadamente 300 hombres y 6 oficiales. Véase el significado de "Eskadron," (squadron) en (En alemán) Meyers Konversations-Lexikon – Meyers Auflagen und Ausgaben Archivado el 8 de febrero de 2009 en Wayback Machine.. Lexikon und Enzyklopädie – Umfangreiche Übersicht mit sehr vielen Abbildungen zu den einzelnen Meyers-Auflagen und deren unterschiedlichen Einbandvarianten.
20. ↑  (En alemán) Fr. Vaníček. Specialgeschichte der Militärgrenze: aus Originalquellen und Quellenwerken geschöpft. Wien: Aus der Kaiserlich-Königlichen Hof- und Staatsdruckerei, 1875, pp. 447–448.
21. ↑  J. R. McCulloch. "Gladova." A dictionary, geographical, statistical, and historical of the various countries, places, and principal natural objects in the world. London: Longman, Brown, Green, and Longmans, 1854, p. 903.
22. ↑  Ebert. "Nauendorf."
23. ↑  Kudrna y Smith, en "Nauendorf", mantienen que fue elevado al rango de Conde en 1779; Andreas Thürheim, Graf, en Gedenkblätter aus der Kriegsgeschichte der k. k. österreichischen. Viena: K. Prochaska, 1880, sostiene que Nauendorf fue honrado por sus hazañas militares en la crisis de sucesión bávara en 1779, pero que no fue elevado al rango de "Conde" hasta 1784. véase la pagina 202: German: 1779, Oberst und Regiments Commandant Franz von Boriscky und Major Friederich August Baron Nauendorf wurden für ihren ausgezeichneten Waffenthaten im baierischen Erbfolgeskrieg b e i d e M.T.O.-R. Letzterer 1784 zu Grafenstand erhoben. English: "1779, Colonel and Regimental Commander Franz von Boriscky and Major Friederich August, Baron Nauendorf, both were awarded the Knight's (badge) of the Military Order of Maria Theresa. The latter in 1784 raised to the rank of Count."
24. ↑  Kudrna and Smith. "Nauendorf".
25. ↑  (En alemán) Ebert. "Nauendorf." Smith, Data Book. p. 106.
26. ↑  Kudrna and Smith. "Nauendorf". Smith, Data Book. p. 106–108.
27. ↑  B.H. Liddell-Hart. Strategy. NY: Praeger Publishers, 1967, p. 97.
28. ↑  Kudrna and Smith. "Nauendorf". Smith, Data Book. p. 118.
29. ↑  Gunther E. Rothenberg. Napoleon's Great Adversaries: Archduke Charles and the Austrian Army 1792–1914. Stroud, (Gloucester): Spellmount, 2007, p. 74; The History of the campaigns in the years 1796, 1797, 1798 and 1799, in Germany, Italy, Switzerland, & c. Illustrated with sixteen maps and plans of the countries and fortresses. London: T. Gardiner [etc.], 1812, p. 70.
30. ↑  (En alemán) "Nauendorf," ADB; Kudrna and Smith. "Nauendorf".